# Штрохайм
Штрохайм (нем. Stroheim) — коммуна в Австрии, в федеральной земле Верхняя Австрия.
Входит в состав округа Эфердинг. Население составляет 1556 человек (на 31 декабря 2005 года). Плотность населения составляет 53, 5/км2.
Занимает площадь 29 км². Официальный код — 4 05 12.

## Фотографии

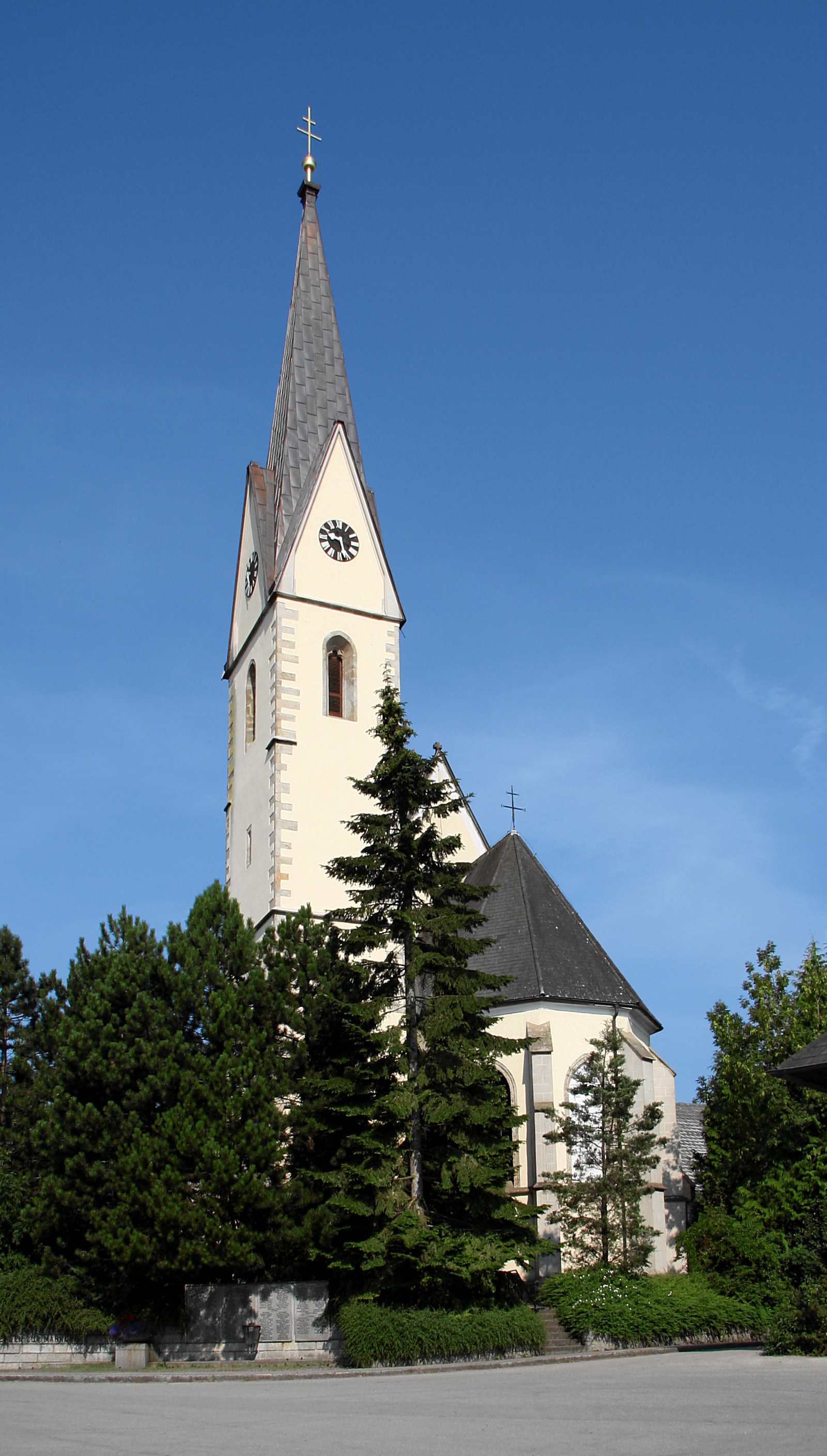
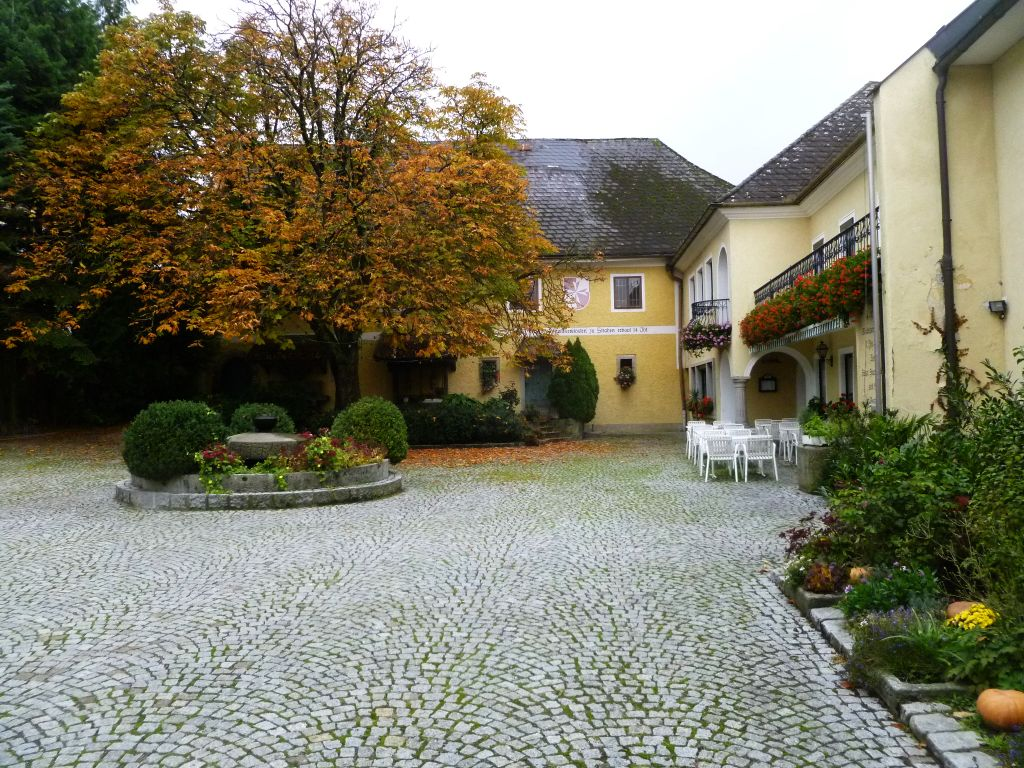
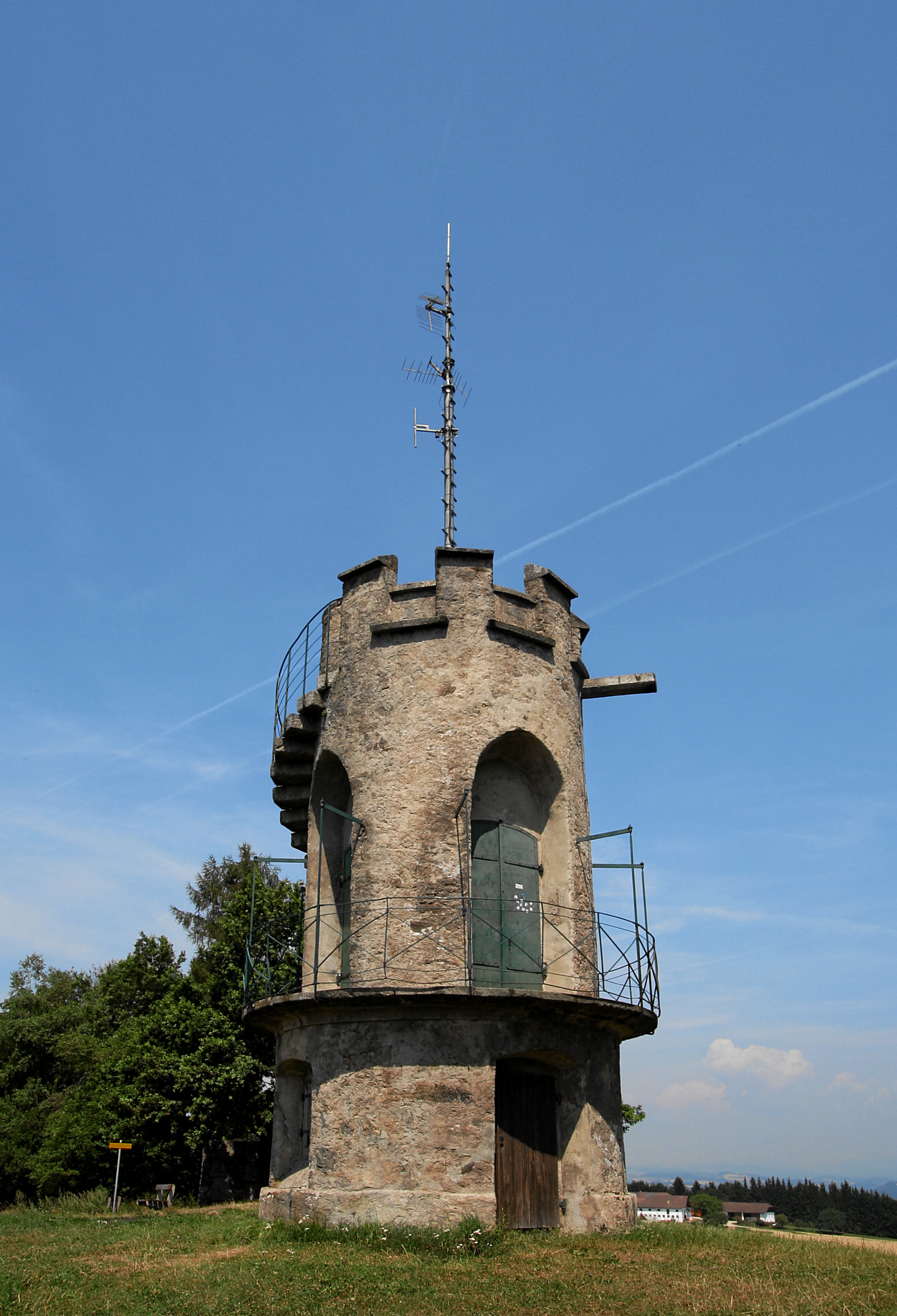

## Политическая ситуация
Бургомистр коммуны — Франц Бройер (АНП) по результатам выборов 2003 года.
Совет представителей коммуны (нем. Gemeinderat) состоит из 15 мест.
- АНП занимает 13 мест.
- СДПА занимает 2 места.